# Scarlett Johansson
Scarlett Ingrid Johansson, född 22 november 1984 i New York, är en amerikansk skådespelare.

## Biografi
Johansson växte upp på Manhattan i New York tillsammans med sin tvillingbror Hunter i en barnaskara på fyra. Hon utbildades vid Lee Strasberg Theatre Institute for Young People och arbetade redan som åttaåring som skådespelare. Hon gjorde scendebut mot Ethan Hawke i pjäsen Sophistry.
Efter att ha medverkat i en film om tonårsgraviditet, Manny & Lo (1996), gick hon vidare till att regisseras av Robert Redford i Mannen som kunde tala med hästar (1998) och sedan göra succé med den kvinnliga huvudrollen i Lost in Translation (2003). Hon har fått priset Hollywood Reporter Young Star Award. 2012 porträtterade Johansson skådespelaren Janet Leigh i filmen Hitchcock som kretsar kring filmregissören Alfred Hitchcocks arbete med filmen Psycho.
År 2004 blev hon parfymmodell för Calvin Klein, och 2006 medverkade hon i Bob Dylans musikvideo When The Deal Goes Down i samband med att Dylan släppte sitt album Modern Times.
Hon har även spelat in skivan Anywhere I Lay My Head, som utgavs i USA den 20 maj 2008.
Johansson deltog i Barack Obamas kampanj inför presidentvalet 2008.
2014 blev hon Oxfam's ansikte utåt i en kontroversiell kampanj om Sodastreams fabrik, belägen på Västbanken. Hennes medverkan i kampanjen orsakade starka reaktioner.
Hon har också sedan 2012 medverkat i ett flertal filmer i Marvel Cinematic Universe-serien i rollen som  Natasha Romanova / Black Widow.
Den 21 januari 2017 deltog Scarlett Johansson i demonstrationen Women's March on Washington, där hon höll ett tal.

### Familj
Scarlett Johansson är dotter till dansk-svensken Karsten Johansson, arkitekt och född i Danmark. Farfadern Ejner Johansson(en) hade en far som var född i Sverige. Hennes mor, Melanie Sloan, är producent och kommer från Bronx med polsk-rysk judiska rötter.
Efter att de hade varit ett par i ett år gifte sig Scarlett Johansson med den kanadensiska skådespelaren Ryan Reynolds 2008. Paret separerade 2010 och skildes 2011. I slutet av 2012 inledde hon en relation med Romain Dauriac; paret förlovade sig i september 2013 och ett år senare föddes deras dotter Rose Dorothy. 1 oktober 2014 gifte paret sig i hemlighet. Paret separerade efter två år som gifta. Sedan oktober 2020 är hon gift med komikern och manusförfattaren Colin Jost. I augusti 2021 föddes deras son.

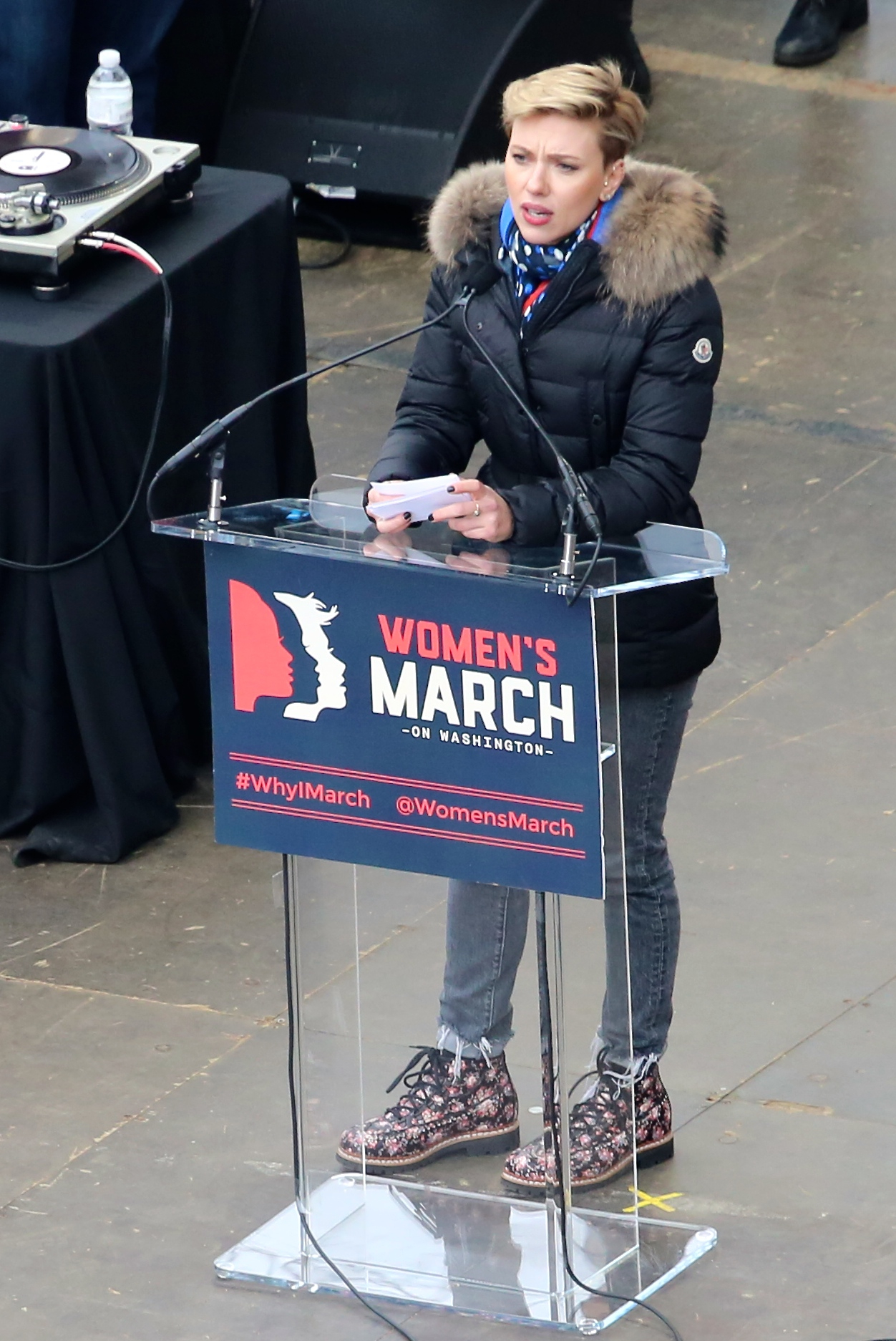
Scarlett Johansson håller ett tal på Women's March on Washington den 21 januari 2017.

## Filmografi

### Filmer
| År   | Titel                               | Roll                                 | Regissör(er)                             | Noter                                 | Referens(er)  |
| ---- | ----------------------------------- | ------------------------------------ | ---------------------------------------- | ------------------------------------- | ------------- |
| 1994 | Snacka om rackartyg                 | Laura Nelson                         | Rob Reiner                               |                                       | [ 19 ] [ 20 ] |
| 1995 | I sanningens tjänst                 | Katie "Kate" Armstrong               | Arne Glimcher                            |                                       | [ 21 ]        |
| 1996 | Om Lucy faller                      | Emily                                | Eric Schaeffer                           |                                       | [ 22 ]        |
| 1996 | Manny & Lo                          | Amanda                               | Lisa Krueger                             |                                       | [ 21 ]        |
| 1997 | Fall                                | Little Girl                          | Eric Schaeffer                           |                                       | [ 21 ]        |
| 1997 | Ensam hemma igen                    | Molly Pruitt                         | Raja Gosnell                             |                                       | [ 23 ]        |
| 1998 | Mannen som kunde tala med hästar    | Grace MacLean                        | Robert Redford                           |                                       | [ 24 ]        |
| 1999 | My Brother the Pig                  | Kathy Cauldwell                      | Erik Fleming                             |                                       | [ 25 ]        |
| 2001 | The Man Who Wasn't There            | Rachel "Birdy" Abundas               | Joel och Ethan Coen                      |                                       | [ 26 ] [ 27 ] |
| 2001 | Ghost World                         | Rebecca                              | Terry Zwigoff                            |                                       | [ 28 ]        |
| 2001 | An American Rhapsody                | Suzanne Sandor (15 år)               | Éva Gárdos                               |                                       | [ 29 ] [ 30 ] |
| 2002 | Eight Legged Freaks                 | Ashley Parker                        | Ellory Elkayem                           |                                       | [ 31 ]        |
| 2003 | Lost in Translation                 | Charlotte                            | Sofia Coppola                            |                                       | [ 32 ]        |
| 2003 | Flicka med pärlörhänge              | Griet                                | Peter Webber                             |                                       | [ 33 ]        |
| 2004 | The Perfect Score                   | Francesca                            | Brian Robbins                            |                                       | [ 34 ]        |
| 2004 | A Love Song for Bobby Long          | Pursy                                | Shainee Gabel                            |                                       | [ 35 ]        |
| 2004 | A Good Woman                        | Meg Windermere                       | Mike Barker                              |                                       | [ 36 ]        |
| 2004 | Svampbob Fyrkant – Filmen           | Prinsessan Mindy (röstroll)          | Stephen Hillenburg                       |                                       | [ 37 ]        |
| 2004 | In Good Company                     | Alex Foreman                         | Paul Weitz                               |                                       | [ 38 ] [ 39 ] |
| 2005 | Match Point                         | Nola Rice                            | Woody Allen                              |                                       | [ 40 ]        |
| 2005 | The Island                          | Jordan Two Delta / Sarah Jordan      | Michael Bay                              |                                       | [ 41 ]        |
| 2006 | Scoop                               | Sondra Pransky                       | Woody Allen                              |                                       | [ 42 ]        |
| 2006 | Den svarta dahlian                  | Kay Lake                             | Brian De Palma                           |                                       | [ 43 ]        |
| 2006 | The Prestige                        | Olivia Wenscombe                     | Christopher Nolan                        |                                       | [ 44 ]        |
| 2007 | The Nanny Diaries                   | Annie Braddock                       | Shari Springer Berman och Robert Pulcini |                                       | [ 45 ]        |
| 2008 | Den andra systern Boleyn            | Mary Boleyn                          | Justin Chadwick                          |                                       | [ 46 ]        |
| 2008 | Vicky Cristina Barcelona            | Cristina                             | Woody Allen                              |                                       | [ 47 ]        |
| 2008 | The Spirit                          | Silken Floss                         | Frank Miller                             |                                       | [ 48 ]        |
| 2009 | Dumpa honom!                        | Anna                                 | Ken Kwapis                               |                                       | [ 49 ]        |
| 2010 | Iron Man 2                          | Natasha Romanoff / Black Widow       | Jon Favreau                              |                                       | [ 50 ]        |
| 2011 | The Whale                           | —                                    | Suzanne Chisholm och Michael Parfit      | Exekutiv producent Dokumentär         | [ 51 ]        |
| 2011 | We Bought a Zoo                     | Kelly Foster                         | Cameron Crowe                            |                                       | [ 52 ]        |
| 2012 | The Avengers                        | Natasha Romanoff / Black Widow       | Joss Whedon                              |                                       | [ 53 ]        |
| 2012 | Hitchcock                           | Janet Leigh                          | Sacha Gervasi                            |                                       | [ 54 ]        |
| 2013 | Don Jon                             | Barbara Sugarman                     | Joseph Gordon-Levitt                     |                                       | [ 55 ]        |
| 2013 | Under the Skin                      | Laura                                | Jonathan Glazer                          |                                       | [ 56 ]        |
| 2013 | Her                                 | Samantha (röstroll)                  | Spike Jonze                              |                                       | [ 57 ]        |
| 2014 | Chef                                | Molly                                | Jon Favreau                              |                                       | [ 58 ]        |
| 2014 | Lucy                                | Lucy                                 | Luc Besson                               |                                       | [ 59 ]        |
| 2014 | Captain America: The Winter Soldier | Natasha Romanoff / Black Widow       | Bröderna Russo                           |                                       | [ 60 ]        |
| 2015 | Avengers: Age of Ultron             | Natasha Romanoff / Black Widow       | Joss Whedon                              |                                       | [ 61 ]        |
| 2016 | Captain America: Civil War          | Natasha Romanoff / Black Widow       | Bröderna Russo                           |                                       | [ 62 ]        |
| 2016 | Hail, Caesar!                       | DeeAnna Moran                        | Joel och Ethan Coen                      |                                       | [ 63 ]        |
| 2016 | Djungelboken                        | Kaa (röstroll)                       | Jon Favreau                              |                                       | [ 64 ]        |
| 2016 | Sing                                | Ash (röstroll)                       | Garth Jennings                           |                                       | [ 65 ]        |
| 2017 | Ghost in the Shell                  | Major Mira Killian / Motoko Kusanagi | Rupert Sanders                           |                                       | [ 66 ]        |
| 2017 | Rough Night                         | Jess                                 | Lucia Aniello                            |                                       | [ 67 ]        |
| 2017 | Thor: Ragnarök                      | Natasha Romanoff / Black Widow       | Cameoroll                                |                                       |               |
| 2018 | Isle of Dogs                        | Nutmeg (röstroll)                    | Wes Anderson                             |                                       | [ 68 ]        |
| 2018 | Avengers: Infinity War              | Natasha Romanoff / Black Widow       | Bröderna Russo                           |                                       | [ 69 ]        |
| 2019 | Captain Marvel                      | Natasha Romanoff / Black Widow       | Anna Boden och Ryan Fleck                | Okrediterad cameoroll; eftertextsscen | [ 70 ]        |
| 2019 | Avengers: Endgame                   | Natasha Romanoff / Black Widow       | Bröderna Russo                           |                                       | [ 71 ]        |
| 2019 | Marriage Story                      | Nicole Barber                        | Noah Baumbach                            |                                       | [ 72 ]        |
| 2019 | Jojo Rabbit                         | Rosie Betzler                        | Taika Waititi                            |                                       | [ 73 ]        |
| 2021 | Black Widow                         | Natasha Romanoff / Black Widow       | Cate Shortland                           | Även exekutiv producent               | [ 74 ]        |
| 2021 | Sing 2                              | Ash (röstroll)                       | Garth Jennings och Christophe Lourdelet  |                                       | [ 75 ] [ 76 ] |
| 2023 | Asteroid City                       | Midge Campbell                       | Wes Anderson                             |                                       |               |
| 2025 | Jurassic World Rebirth              | Zora Bennett                         | Gareth Edwards                           |                                       |               |

### TV
| År        | Titel               | Roll                | TV-kanal   | Noter                                                     | Referens                    |
| --------- | ------------------- | ------------------- | ---------- | --------------------------------------------------------- | --------------------------- |
| 1995      | Klienten            | Jenna Halliwell     | CBS        | Avsnitt: "Pilot"                                          | [ 77 ]                      |
| 2004      | Entourage           | Sig själv           | HBO        | Avsnitt: "New York" Cameoroll                             | [ 78 ]                      |
| 2005–2008 | Robot Chicken       | Olika röstroller    | Adult Swim | 6 avsnitt                                                 | [ 79 ]                      |
| 2006–2018 | Saturday Night Live | Värd / Olika roller | NBC        | 9 avsnitt (Värd till 5 avsnitt)                           | [ 80 ] [ 81 ] [ 82 ] [ 83 ] |
| 2014      | HitRecord on TV     | Olivia (röstroll)   | Pivot      | Avsnitt: "Re: Games" Animerad kortfilm: "Two Player Game" | [ 84 ] [ 85 ]               |

### Datorspel
| År   | Titel                           | Roll                                      | Noter     | Referens(er) |
| ---- | ------------------------------- | ----------------------------------------- | --------- | ------------ |
| 2004 | The SpongeBob SquarePants Movie | Prinsessan Mindy (röstroll)               |           | [ 86 ]       |
| 2016 | Lego Marvel's Avengers          | Natasha Romanoff / Black Widow (röstroll) | Arkivfoto | [ 87 ]       |

### Teater
| År   | Titel                | Roll      | Teater                  | Noter                | Referens(er)  |
| ---- | -------------------- | --------- | ----------------------- | -------------------- | ------------- |
| 2010 | Utsikt från en bro   | Catherine | Cort Theatre            | 24 januari − 4 april | [ 88 ] [ 89 ] |
| 2013 | Katt på hett plåttak | Margaret  | Richard Rodgers Theatre | 17 januari – 30 mars | [ 90 ] [ 91 ] |

## Diskografi

### Studioalbum
- 2008 – Anywhere I Lay My Head (SWI 15, FR #20, SW #27, GER #30, UK #64, SP #77, US #126)